# 西奥多·舒斯特
卡尔·威廉·特奥多尔·舒斯特尔（德語：Carl Wilhelm Theodor Schuster；1808年9月18日—1872年）是德国法学家、医生，生于吕讷-莫尔费尔德。作为革命家，他成为流亡巴黎德国移民组成的空想社会主义组织流亡者同盟的核心人物。

## 生平
1829年取得法学博士学位后，舒斯特尔开始在哥廷根大学担任副教授。
因参与汉诺威王国宪政运动及1831年哥廷根骚乱，被迫逃离德国，先至斯特拉斯堡，1832年辗转巴黎。在此转变为社会主义者，成为瑞士自由主义经济学家让·夏尔·莱奥纳尔·德·西斯蒙第的追随者。
舒斯特尔加入流亡者同盟并成为领袖之一，自1835年起主编联盟刊物《流亡者》。1840年代曾为德国流亡者提供资金援助。